# Melanaphis strobilanthi
Melanaphis strobilanthi är en insektsart. Melanaphis strobilanthi ingår i släktet Melanaphis och familjen långrörsbladlöss. Inga underarter finns listade i Catalogue of Life.